# Sursilvan nyelvjárás

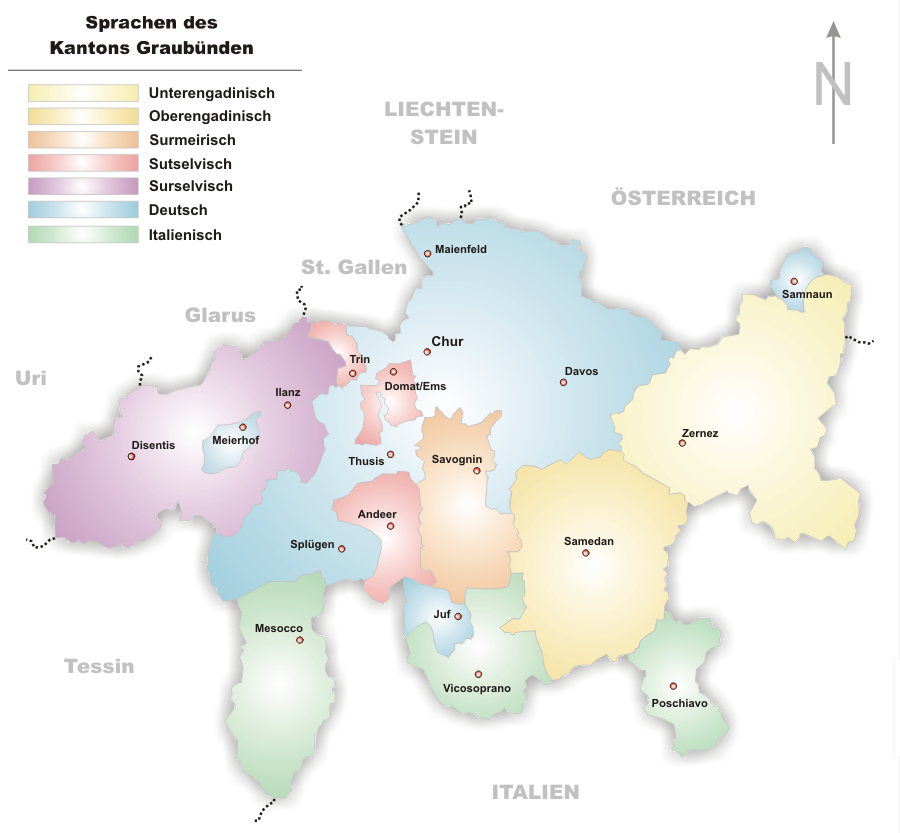
A romans nyelv nyelvjárásai. A sursilvan dialektus a legnyugatibb, lila színnel jelölve.

A sursilvan nyelvjárás (németül Oberländisch-nek, azaz felföldinek is nevezik, romansul Sursilvan) a romans nyelv egyik változata, melyet Sursilva környékén beszélnek a svájci Graubünden kantonban.
Az első sursilvani dialektusban írott szövegemlék 1611-ből való, Stefan Gabriel reformátor tollából. 1900-ig két sursulvan írásmód létezett, egy katolikus és egy református.

## Példaszöveg
A következő szöveg sursilvan és standard romans nyelven, valamint magyar fordításban:
| Sursilvan nyelvjárás | (Standard) romans | Magyar |
| --- | --- | --- |
| L'uolp era puspei inagada fomentada. Cheu ha ella viu sin in pégn in Quac che teneva in toc caschiel en siu pec. Quei gustass a mi, ha ella tertgau, ed ha clamau al Quac: "Tgei bi che ti eis! Sche tiu cant ei aschi bials sco tia cumparsa, lu eis ti il pli bi utschi da tuts". | La vulp era puspè ina giada fomentada. Qua ha ella vis sin in pign in corv che tegneva in toc chaschiel en ses pichel. Quai ma gustass, ha ella pensà, ed ha clamà al corv: "Tge bel che ti es! Sche tes chant è uschè bel sco tia parita, lura es ti il pli bel utschè da tuts". | A róka újra éhes volt. Akkor meglátott az egyik fenyőn egy hollót, amely egy darab sajtot tartott a csőrében. Az ízlene nekem, gondolta, és felszólt a hollónak: "Milyen szép vagy! Ha az éneked is olyan szép, mint te, akkor te vagy a madarak között a legszebb". |